# Егвиль
Егвиль — река в России, течёт по территории Ленского района и Вилегодского района Архангельской области. Устье реки находится в 218 км по левому берегу реки Виледь. Длина реки составляет 16 км, площадь водосборного бассейна 39 км².

## Данные водного реестра
По данным государственного водного реестра России относится к Двинско-Печорскому бассейновому округу, водохозяйственный участок реки — Вычегда от города Сыктывкар и до устья, речной подбассейн реки — Вычегда. Речной бассейн реки — Северная Двина.
Код объекта в государственном водном реестре — 03020200212103000024532.